# جائزة شنقيط
جائزة شنقيط هي جائزة سنوية تمنحها الحكومة الموريتانية للمتميزين في ثلاث مجالات هي الدراسات الإسلامية، والعلوم والتقنيات، والآداب والفنون، وتُعتبر أرفع جائزة موريتانية على الإطلاق، وقد وُزّعت للمرة الأولى عام 2001.
أُنشئت الجائزة بأمر الرئيس الموريتاني وقتها معاوية ولد الطايع بموجب القانون رقم 06-99 الصادر بتاريخ 20 يناير 1999، الذي عُدِّل وكُمِّل بالقانون رقم 21-2002 الصادر بتاريخ 24 يناير 2002، ويتولى إدارة الجائزة مجلس يضم عشرة خبراء (رئيس و9 أعضاء) يعينون بموجب مرسوم رئاسي، ويُغيّرون كل أربع سنوات، ويحصل الفائزون بالجائزة على "شهادة تقديرية" وميدالية، إضافة لمنحة مالية قدرها 500 ألف أوقية موريتانية (أكثر من 14 ألف دولار)، وتهدف إلى مكافأة الموريتانيين والأجانب الذين ساهموا في تعميق البحث في حقول الدراسات الإسلامية والعلمية والأدبية والنهوض بها. تُطرح البحوث والكتب والدراسات للترشح، ويشترط في قبول الترشح لنيلها أن لا تكون قد نُشرت أو عُرضت منذ أكثر من ثلاث سنوات، وألا  تكون مؤلفة لأجل الحصول على شهادة جامعية، كما يشترط أن لا  تكون  قد حصلت على جائزة أخرى.

## الفائزون
| العام | الفئة                           | الفائز                                                              |
| ----- | ------------------------------- | ------------------------------------------------------------------- |
| 2001  | العلوم: رياضيات                 | يحيى ولد حامد                                                       |
| 2001  | الآداب: علم اجتماع              | محمد ولد أحظانا                                                     |
| 2002  | الدراسات الإسلامية              | لمانه ولد ابراهيم                                                   |
| 2002  | العلوم: طب                      | سيد احمد ولد مكيه                                                   |
| 2002  | الآداب: شعر                     | أحمد ولد عبد القادر                                                 |
| 2003  | الدراسات الإسلامية: عقيدة       | لمرابط ولد محمد الخديم                                              |
| 2003  | العلوم: فيزياء                  | محمد احمد ولد سيد احمد                                              |
| 2003  | الآداب: شعر                     | محمد الحافظ ولد أحمدو                                               |
| 2004  | الدراسات الإسلامية: فكر إسلامي  | عبد الله بن بيه                                                     |
| 2004  | العلوم: أحياء                   | أحمد ولد الغوث                                                      |
| 2004  | العلوم: معلوماتية               | سيدي ولد احمتي                                                      |
| 2004  | الآداب: نقد                     | محمد الامين ولد مولاي ابراهيم                                       |
| 2005  | الدراسات الإسلامية: فكر إسلامي  | أحمد ولد فال                                                        |
| 2005  | الدراسات الإسلامية: أصول        | محمد الامين ولد الشيخ                                               |
| 2005  | العلوم: رياضيات                 | الخليل ولد الجيد                                                    |
| 2005  | الآداب: نحو                     | أحمد ولد محمد المامي                                                |
| 2006  | الدراسات الإسلامية: علوم القرآن | محمد عبد القادر ولد أحمد لارباس ولد محمد                            |
| 2006  | الدراسات الإسلامية (أجنبي)      | أيان منصور دكرنانج (فرنسا)                                          |
| 2006  | العلوم: رياضيات                 | يعقوب ولد أمين توكا ادياكانا                                        |
| 2006  | العلوم: كيمياء                  | محمد الطيب ولد اعلي                                                 |
| 2006  | الآداب                          | حماه الله ولد السالم                                                |
| 2007  | الدراسات الإسلامية              | الطيب بن عمر محمد عبد الله ولد محمد عبد الرحمن                      |
| 2007  | العلوم: فيزياء                  | أحمدو ولد محمد محمود                                                |
| 2007  | الآداب: الدراسات الإسلامية      | الطالب اخيار ولد مامين                                              |
| 2008  | الدراسات الإسلامية              | أحمد ولد محمد محمود الحمد ولد أحمد                                  |
| 2008  | العلوم والتقنيات                | باري عليو حمادي                                                     |
| 2008  | الآداب: نحو (أجنبي)             | مهدي أحمد عرار (فلسطين)                                             |
| 2012  | الدراسات الإسلامية              | إسلم ولد سيد المصطف                                                 |
| 2012  | العلوم والتقنيات                | محمدن ولد أحمدو محمد عبد الله ولد محمد الامين محمد عالي ولد الولي   |
| 2012  | الآداب: الفنون                  | محمد المحجوب ولد بيه                                                |
| 2013  | الدراسات الإسلامية              | أحمدو ولد فال موسى ولد حرمة الله                                    |
| 2013  | العلوم والتقنيات                | أحمدو ولد حميده                                                     |
| 2013  | الآداب: الفنون                  | محمد ولد أحظانا                                                     |
| 2014  | العلوم والتقنيات                | خاليدو با عالي محمد سالم ولد البخاري                                |
| 2015  | الدراسات الإسلامية              | سيدي ولد محمد بيه                                                   |
| 2015  | الآداب: الفنون (أجنبي)          | صبري عادل ابراهيم (مصر)                                             |
| 2015  | الآداب: الفنون                  | محمد المختار ولد سيدي محمد                                          |
| 2016  | الدراسات الإسلامية              | أمين ولد الشواف محمد سالم ولد المولود                               |
| 2016  | العلوم والتقنيات                | محمد عبد الرحمن السنهوري محمد عبد الله الغزالي                      |
| 2016  | الآداب: الفنون                  | أحمد ولد المصطف                                                     |
| 2017  | الدراسات الإسلامية              | يحيى ولد البراء محمد احمد ولد محمد عالي                             |
| 2017  | العلوم والتقنيات                | محمد سعيد ولد محمد سيديا منيه                                       |
| 2017  | الآداب: الفنون                  | سيدي محمد ولد حديد أماه بنت يونس                                    |
| 2018  | الدراسات الإسلامية              | محمد الامين أحمد طالب بن طالب                                       |
| 2018  | الآداب: الفنون                  | ولد متالي لمرابط أحمد محمود                                         |
| 2019  | الدراسات الإسلامية              | محمد يحيى ولد الامام محمد الامين ولد محمد محمود                     |
| 2019  | العلوم والتقنيات                | محمد عبد الودود ولد امحمد محمد فاضل ديده                            |
| 2019  | الآداب:الفنون                   | مريم بنت عبد الله باب الدين                                         |
| 2020  | الدراسات الإسلامية              | محمد محمود الطالب عيسى                                              |
| 2020  | العلوم والتطبيقات               | سيدي أحمد ولد محمد محمود المولود                                    |
| 2020  | العلوم والتطبيقات (أجنبي)       | كوتارو مينو (اليابان)                                               |
| 2020  | الآداب: الفنون                  | المختار السالم أحمد سالم يعقوب ولد داداه القاضي ولد محمد عينين      |
| 2021  | الدراسات الإسلامية              | سيدي عالي القاسم ملاي لمات بن محمد المختار بن القاسم مصطفى ولد خطري |
| 2021  | العلوم والتقنيات                | حُجبت لعدم توفر شروط فائز                                            |
| 2021  | الآداب: الفنون                  | منى عبد القادر بونعامه                                              |
| 2022  | الدراسات الإسلامية              | يحظيه عبد الرحمن ولد الشيخ أحمدو الغلام محمد يسلم ولد المجود        |
| 2022  | العلوم والتقنيات                | محمد ولد موسى السيد ابياه ولد اميسى                                 |
| 2022  | الآداب: فنون                    | محمد فال ولد الشيخ أحمد سالم ولد محمد بابه                          |